# رفيع المستوى
"رفيع المستوى" وهي كلمة تعني  الفكر وتعني وتحمل معنى  الثقافة العالية أو المستوى الرفيع.
ومصطلح "highbrow" رفيع المستوى ويقابلة  "lowbrow" منخفض المستوى يمكن إطلاقه على على الموسيقى (وهنا أصبح يحمل معنى معظم تقاليد الموسيقى الكلاسيكيه)، ويمكن إطلاقه على الأدب (وهنا أصبح يحمل معنى الخيال الأدبي والشعر)، وأيضًا يمكن إطلاقه على الكوميديا. وسجل استخدام هذا المصطلح لأول مرة عام 1884 ونشر بعد ذلك من قبل شخص يدعى ويل إيرفين في إحدى الصحف عام 1902 والذي كان يخص الأشخاص الأكثر ذكاءا والذين لديهم خبرة.
وما بين رفيع المستوى ومنخفض المستوى تقع كلمة "midbrow" والتي تعني المستوى المتوسط أو الثقافة المتوسطه وكان يعد هذا لفظًا مهينًا، كما وصف هذا وفي الرسالة  الغير مرسلة من فرجينيا وولف  إلى نيو ستيتسمان.
وبحسب قاموس إكسفورد  الإنجليزي، ظهرت كلمة«متوسط المستوى» لأول مرة في عام 1925 كما يلي: «تدعي هيئة الإذاعة البريطانية (BBC) أنها اكتشفت نوعًا جديدًا -» الطبقة الوسطى «'the middlebrow'. وهي تتكون من أشخاص يأملون في أن يتم استخدامها يومًا ما إلى الأشياء التي تعجبهم».  
وكتبت الشاعرة والكاتبة الأمريكيه مارغريت ويدمر مقالة تحمل معنى «رسالة midbrow»  في مجلة الأدب في عام 1933.
"Message and Middlebrow".
وفي إحدى الموضوعات التي حدثت في أمريكيا في القرن الخمسين هو موضوع روث بيرسيج وود  لوليتا وهي كتابة ثلاثة أنواع من الروايات هي منخفض المستوى ومتوسط المستوى ورفيع المستوى.
ومن الأمثلة على ذلك أن أصحاب المهن الرفيعة أطلق عليهم«رفيعين المستوى» وأصحاب المهن العاديه أطلق عليهم «منخفضين المستوى»
وظهر مصطلح رفعة المستوى وانخفاض المستوى في التسلسل الهرمي الثقافي في أمريكا.
وروجت فكرة «رفيع المستوى» لتدل على الأشخاص ذوي الجبين العالية والذين لديهم عقول أكبر وأكثر ذكاءً من أولئك الذين لديهم جباه منخفضة والذين أطلق عليهم «منخفض المستوى» وفيما بعد فقدت مصداقية الكلمتين.